# 榆千户岭遗址
榆千户岭遗址是第三次全国文物普查中在山西省左云县云兴镇榆千户岭发现的一处辽金文化遗址。遗址分布面积约20万平方米。文物工作者在遗址采集到了陶片、瓷片和建筑构件。瓷片为白釉和黑釉，瓷片装饰手法包括划花、刻花等，器型有盘、碟、罐。建筑构件主要是板瓦和筒瓦的残片。这一次普查中左云县共新发现了22处辽金时代的大型聚落遗址，考古工作者认为这为研究提供了重要的实物资料。
榆千户岭遗址现被公布为左云县文物保护单位。